# Тяпкин, Емельян Алексеевич
Емельян Алексеевич Тяпкин — русский государственный деятель. Воевода Сокольский в 1676 году. Герой Осады Вильны (1661).

## Биография
Внук Мценского наместника Матвея Тяпкина.
В 1660 году вместе с гарнизоном князя Д. Е. Мышецкого на протяжении 16 месяцев держал осаду города Вильны и Виленского замка от польско-литовской армии во главе с Казимиром Пацем и Казимиром Жеромским. 17 августа 1660 года русский гарнизон предпринял большую вылазку и даже ворвался на литовские позиции. В конце августа к осаждавшим войскам прибыли приватные части Богуслава Радзивилла с осадной артиллерией. В декабре 1660 года осаду возглавил великий гетман литовский Павел Сапега. Он начал переговоры о сдаче крепости. Однако эти переговоры ни к чему не привели. Гарнизон Вильны «принимал от неприятелей своих всякие утеснения и отстоял с помощью Божиею от пяти приступов».В ноябре 1661 года к городу прибыл король Ян II Казимир Ваза и стал готовиться к решающему штурму. К этому времени в гарнизоне города осталось только 78 человек.
3 декабря 1661 года произошло предательство некоторых приближённых князя Д. Е. Мышецкого, крепость была сдана и большинство военных гарнизона присягнуло на верность польского короля. В противовес им 5 человек включая и Емельяна Тяпкина отказались присягать на верность польского короля и остались верны присяге
До 1662 году Емельян Тяпкин находился в плену и был освобождён после массового обмена пленными между Москвой и Варшавой. В 1676 году был назначен воеводой Сокольским.